# Cezar
Florin Cezar Ouatu, conosciuto anche come Cezar The Voice o semplicemente Cezar (Ploiești, 18 febbraio 1980), è un contraltista e pianista romeno.
Secondo la rivista "Das Opernglas" è uno dei principali contraltisti della sua generazione. Nel 2013 è stato scelto per rappresentare la Romania all'Eurovision Song Contest 2013 a Malmö con la canzone It's My Life.

## Primi anni
Nato a Ploiești in una famiglia di musicisti, suo padre Florin Ouatu è stato flautista ed insegnante dell'Università Mozarteum di Salisburgo. Ha iniziato a suonare il piano all'età di sei anni e ha studiato musica nell'Accademia di Arte e Musica "Carmen Sylva" della sua città, nella quale si è diplomato in direzione di coro e pianoforte. A partire dal 2001 ha studiato presso il Conservatorio Giuseppe Verdi di Milano, diplomandosi nel 2004 con il massimo dei voti.

## Carriera
Ha vinto diversi premi internazionali, come il premio al miglior contraltista al Francisco Viñas di Barcellona del 2003, la Competizione dell'Opera a Dresda nel 2004, il premio speciale della giuria del Riccardo Zandonai a Riva del Garda, il premio barocco Renata Tebaldi a San Marino e il premio Spiros Argiris a Sarzana.

Nel 2007 ha esordito sul palcoscenico con il ruolo del protagonista Armando d'Orville nell'opera Il crociato in Egitto di Giacomo Meyerbeer presso il teatro La Fenice di Venezia. In seguito si è esibito presso l'Opéra di Losanna e il Teatro Olimpico di Vicenza.
Nell'ottobre 2011 è apparso sulla copertina della famosa rivista lirica tedesca "Das Opernglas", che ha anche pubblicato una sua intervista. La vigilia di Natale del 2012 è stato pubblicato il suo primo singolo lirico-pop intitolato Cinema Paradiso.
A maggio 2013 ha rappresentato la Romania nell'edizione dell'Eurovision Song Contest con la canzone It's My Life, classificandosi tredicesimo con 65 punti alla finale del 18 maggio.
Nel 2018 si presenta ai provini di The X Factor UK.